# NGC 658
NGC 658 je galaksija u zviježđu Ribe.

## Vanjske poveznice
- SEDS: NGC 0658